# Кортес (Бразилия)
Кортес (порт. Cortês) — муниципалитет в Бразилии, входит в штат Пернамбуку. Составная часть мезорегиона Мата-Пернамбукана. Входит в экономико-статистический микрорегион Мата-Меридиунал-Пернамбукана. Население составляет 11 616 человек на 2007 год. Занимает площадь 101 км². Плотность населения — 115 чел./км².
Праздник города — 29 декабря.

## История
Город основан в 1911 году.

## Статистика
- Валовой внутренний продукт на 2005 год составляет 57 346 000 реалов (данные: Бразильский институт географии и статистики).
- Валовой внутренний продукт на душу населения на 2005 год составляет 4480 реалов (данные: Бразильский институт географии и статистики).
- Индекс развития человеческого потенциала на 2000 год составляет 0,582 (данные: Программа развития ООН).

## География
Климат местности: тропический с летними дождями. В соответствии с классификацией Кёппена, климат относится к категории As'.